# トンニャット・スタジアム
トンニャット・スタジアム（ベトナム語：Sân vận động Thống Nhất / 𡑝運動統一、英語: Thong Nhat Stadium）は、ベトナムのホーチミン市にある多目的スタジアムである。旧称はコンホア・スタジアム（ベトナム語：Sân vận động Cộng Hòa / 𡑝運動共和、英語: Cộng Hòa Stadium）。

## 概要
収容人数は25,000人。主にサッカーと陸上競技の試合に用いられる。現在、Vリーグ1のホーチミン・シティFCとサイゴンFCがホームスタジアムとして使用している。
2008 AFC女子アジアカップのメイン会場として使用され、2014 AFC女子アジアカップでもメイン会場として利用された。また、2011年にはAFC U-19女子選手権決勝リーグのメイン会場となり、この地でU-19サッカー日本女子代表が3回目の優勝を達成している。

## 交通アクセス
ベトナム鉄道のサイゴン駅より約3.7キロメートル。